# 韦尔讷伊昂纳拉特
韦尔讷伊昂纳拉特（法語：Verneuil-en-Halatte，法語發音：[vɛʁnœj ɑ̃.n‿alat]）是法国瓦兹省的一个市镇，位于该省南部，在克雷伊的东北面，属于桑利斯区。

## 地名
“韦尔讷伊昂纳拉特”（Verneuil-en-Halatte）一名在法语中意为“在阿拉特森林中的韦尔讷伊”。

## 地理
韦尔讷伊昂纳拉特（49°16'35"N, 2°31'20"E）面积22.26 平方千米，位于法国上法蘭西大區瓦兹省，该省份为法国北部内陆省份，北起索姆省，西接厄尔省和滨海塞纳省，南至塞纳-马恩省和瓦兹河谷省，东临埃纳省。
与韦尔讷伊昂纳拉特接壤的市镇（或旧市镇、城区）包括：里约、桑利斯、阿普勒蒙、欧蒙昂纳拉特、博尔派尔、布勒努耶、克雷伊、弗勒里讷、瓦兹河畔诺让、维莱圣保罗。
韦尔讷伊昂纳拉特的时区为UTC+01:00、UTC+02:00（夏令时）。

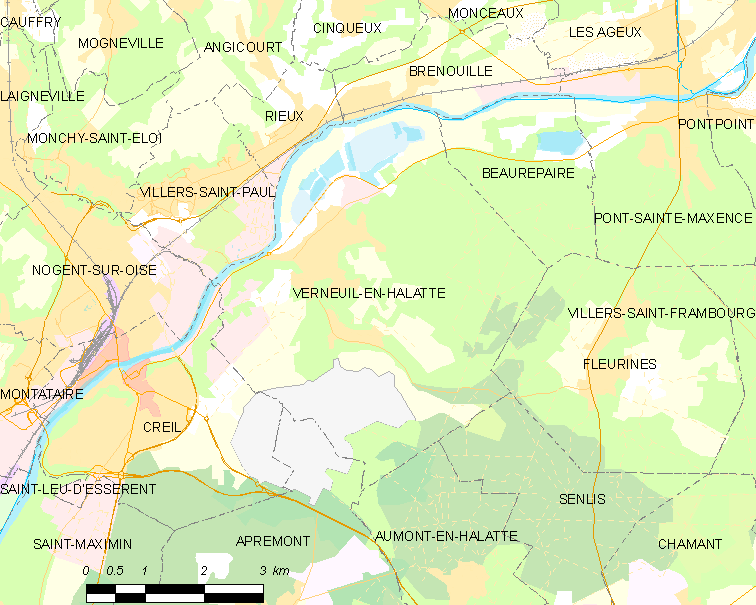
韦尔讷伊昂纳拉特的OSM定位图

## 行政
韦尔讷伊昂纳拉特的邮政编码为60550，INSEE市镇编码为60670。

## 政治
韦尔讷伊昂纳拉特所属的省级选区为克雷伊县。

## 人口

1962-2008年间韦尔讷伊昂纳拉特人口变化图示

韦尔讷伊昂纳拉特于2022年1月1日时的人口数量为4795人。